# Pronophila donachui
Pronophila donachui är en fjärilsart som beskrevs av Adams och Bernard 1977. Pronophila donachui ingår i släktet Pronophila, och familjen praktfjärilar. Inga underarter finns listade i Catalogue of Life.